# Amtsgericht Soest

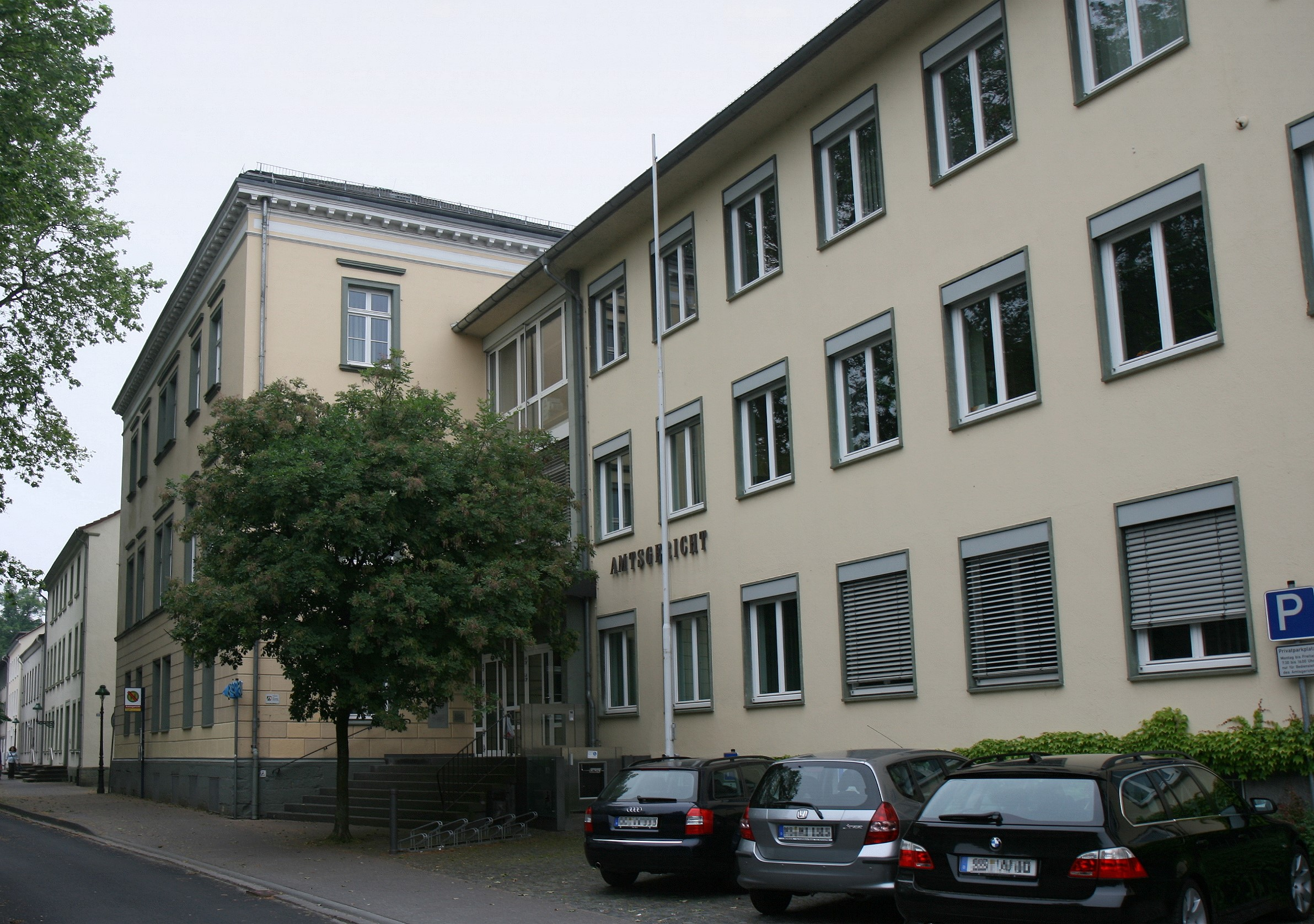
Gerichtsgebäude

Das Amtsgericht Soest ist ein Gericht der ordentlichen Gerichtsbarkeit und eines von zehn Amtsgerichten (AG) im Bezirk des Landgerichtes Arnsberg.

## Gerichtssitz und -bezirk
Sitz des Gerichts ist in der mittelgroßen Stadt Soest in Nordrhein-Westfalen.
Das AG Soest ist örtlich zuständig für die Orte Bad Sassendorf, Lippetal, Möhnesee, Soest und Welver. Außerdem ist das Amtsgericht Soest für die Landwirtschaftssachen der Amtsgerichtsbezirke Soest und Warstein sowie die Schöffensachen der Amtsgerichtsbezirke Soest, Warstein und Werl zuständig.
Für die Führung des Handels-, Genossenschafts- und Vereinsregisters ist das Amtsgericht Arnsberg zuständig, das ferner Insolvenzgericht ist.

## Übergeordnete Gerichte
Dem AG Soest unmittelbar übergeordnet ist das Landgericht Arnsberg. Diesem ist das Oberlandesgericht Hamm übergeordnet.

## Gebäude
Die Anschrift des AG Soest lautet: Nöttenstraße 28, 59494 Soest.
1856 hatte der preußische Justizfiskus für sein damals noch bestehendes Soester Stadtgericht das Grundstück Nöttenstraße 28 erworben. Dort ließ Preußen den Kern des heutigen Gerichtsgebäudes mit einem angrenzenden Gefängnisbau errichten. Der alte Teil des Dienstgebäudes, das 1959 eine beträchtliche Erweiterung erfuhr, steht heute unter Denkmalschutz. 1876 wurde der Altbau unter Beibehaltung spätklassizistischer Bauformen erweitert und in der heutigen Form fertiggestellt. Der Gefängnistrakt wurde 1969 durch den Justizminister Nordrhein-Westfalens geschlossen. Die Räumlichkeiten des Gefängnisses wurden entsprechend dem gewachsenen Platzbedarf des Amtsgerichts in Büroräume – vor allem für das Grundbuchamt – umgebaut. Als Gefängniszellen werden heute nur noch sieben Zellen im mittleren Stock zu Jugendarrest- und Vorführzwecken genutzt.

## Personal
Beim AG Soest sind zehn Berufsrichter, dreizehn Rechtspfleger, sechs Gerichtsvollzieher und insgesamt 40 weitere Beschäftigte tätig. Das Amtsgericht Soest ist daher eher ein kleines Gericht.

## Geschichte
Das AG Soest sieht sich in der Rechtstradition der mittelalterlichen Hauptstadt Westfalens. Diese beginnt gesichert spätestens Anfang des 12. Jahrhunderts.
Die eigentliche Entwicklung zum heutigen AG Soest beginnt damit, dass Soest mit seinem Stadtgericht 1608 nach dem jülisch-kleveschen Erbfolgestreit an Preußen fiel. Die Entwicklung führte dann weiter über das königlich-preußische Stadtgericht, dessen enger Bezirk 1839 durch Verbindung mit dem nördlich anstoßenden Justizamt Oestinghausen zu Hovestadt erweitert wurde, wobei das Gericht die Bezeichnung „Land- und Stadtgericht“ erhielt, zum „Kreisgericht Soest“ der Jahre 1849–1879.
Die Reichsjustizreform des Jahres 1877 führte dann 1879 zur Einrichtung des heutigen AG Soest. Mit der preußischen Verordnung betreffend die Errichtung der Amtsgerichte wurde das neu gebildete Amtsgericht Soest dem neuen Landgerichtsbezirk Dortmund zugeteilt. Durch Gesetz vom 13. September 1933 erfolgte schließlich zusammen mit den Amtsgerichten Menden und Werl die Zuordnung zum Landgericht Arnsberg. Hierdurch sollte ausgeglichen werden, dass das Landgericht Arnsberg durch Neubildung des Landgerichts Siegen fast die Hälfte seines Einzugsbereichs im Süden verloren hatte.